# Mesures usuelles
Mesures usuelles (у перекладі з французької: звичайні вимірювання) — система одиниць, введена французьким імператором Наполеоном I в 1812 році.Дана система одиниць стала компромісом між метричною системою і традиційними вимірами. Втім, її застосування обмежувалося лише роздрібною торгівлею до 1839 року.

## Передісторія

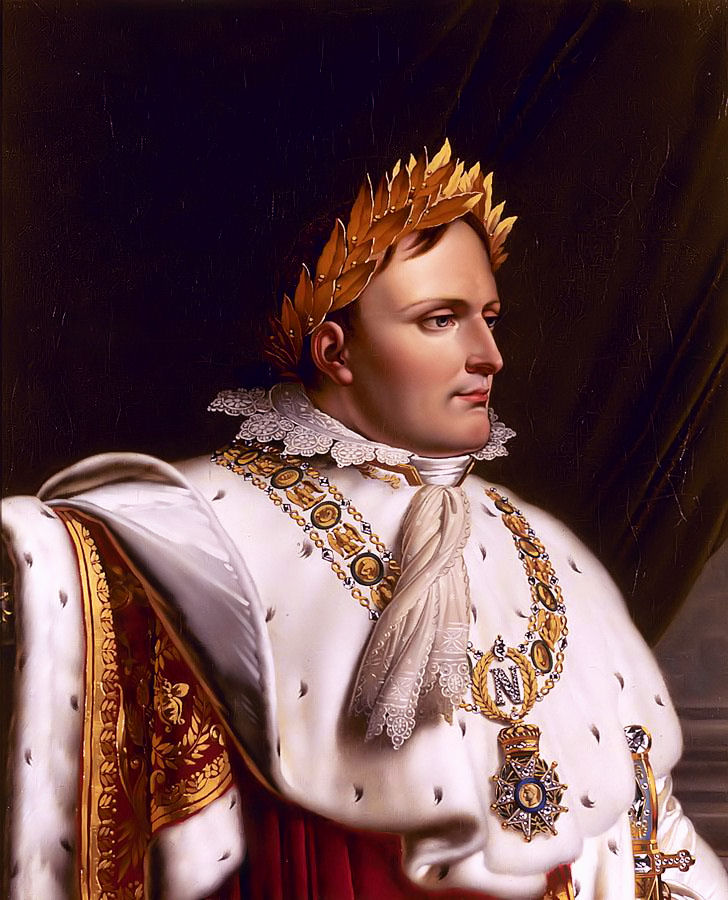
Звичайні вимірювання було введено Наполеоном I в 1812

За п'ять років до  Першої французької республіки, яка ввела  метричну систему, були зроблені великі зусилля, щоб громадяни знали про прийдешні зміни і щоб підготувати їх до цих змін . Адміністрація поширювала десятки тисяч статей, створювала навчальні ігри, керівництва, альманахи і таблиці переведення одиниць. Стандартний метр був вбудований в стіни найбільш відомих будівель Парижа . Передбачалося поетапне введення нової системи одиниць протягом декількох років, а Париж був першим округом, де передбачалося ввести зміни. Уряд усвідомлював, що людям потрібні будуть лінійки, але було виготовлено тільки 25 000 з 500 000 лінійок, необхідних для Парижа, через місяць після того, як метр став легальної мірою . Для компенсації нестачі коштів вимірювання уряд оголосив про матеріальні стимули для масового виробництва лінійок. Паризька поліція рапортувала про масові порушення вимоги про виняткове застосуванні метричної системи . Там, де нова система використовувалася, нею часто зловживали, округляючи ціни вгору і даючи меншу кількість продукту .

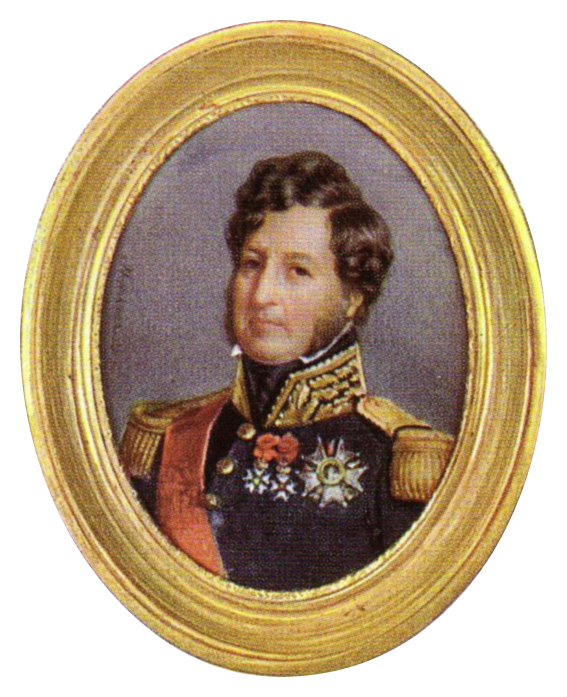
Система Mesures usuelles була скасована Луї-Філіпом у 1839

 Наполеону I, французькому імператору, не подобалася заміна традиційних заходів з їх високою ділимістю (наприклад, дюйм, що дорівнював 12 лініям, легко ділиться на 2, 3, 4, 6) на десяткову систему, і він розумів труднощі переходу на нову систему . Декретом «décret impérial du 12 février 1812» (імперський декрет від 12 лютого 1812) він ввів нову систему заходів « Mesures usuelles» для використання в дрібній роздрібної торгівлі. Однак уряд, юридична та подібні служби, повинні були використовувати метричну систему і вона продовжувала викладатися на всіх рівнях навчання.
 Прототипи метричних одиниць, кілограм і метр, призначалися для негайної стандартизації одиниць вимірювання по всій країні і вони замінювали різні стандарти окремих частин країни і навіть всієї Європи. Новий livre (відомий як метричний лівр) був визначений як п'ятсот грам, а нова одиниця toise (метричний туаз) визначався як два метри. Продукція могла продаватися під старими назвами і зі старими співвідношеннями з іншими одиницями, але зі злегка відмінними абсолютними величинами. Ця серія заходів отримала назву mesures usuelles — (звичні вимірювання).
Декрет Наполеона був скасований під час правління  Луї-Філіпа законом «loi du 4 juillet 1837» (закон від 4 липня 1837). Закон вступив у дію з 1 січня 1840 і відновив вихідну метричну систему вимірювання .

## Дозволені одиниці
Закон дозволяв такі одиниці вимірювання :
- toise (морська сажень) була визначена як два метри і ділилася на 6 pieds (футів) і 72 pouces (дюйма). Pouce ділився на 12 lignes, (ліній). Pied і pouce, приблизно 333,3 мм і 27,78 мм, були приблизно на 2,6 % більші від попередніх одиниць і на 9 % більші від англійських відповідних одиниць.
- Aune ( лікоть), що використовувався для вимірювання одягу, був визначений як 120 сантиметрів і ділився на demi aune (півлокоть) і tiers aune (третина ліктя). Одиниця була на 1,3 % довша, ніж l'aune de Paris (118,48 см) і на 5,0 % довша від англійської одиниці (45  дюймів; 114,3 см)[6].
- litre (літр) був поділений аналогічно до англійської  кварти на demis (буквально, "половинки", що було еквівалентом  пінти, яка містить приблизно шістнадцять рідких унцій), quarts (буквально, "четвертинки", що було еквівалентно чашці об'ємом у вісім рідких унцій), huitièmes (буквально, "восьмі частини") і seizièmes (буквально, "шістнадцяті частини" в дві рідкі унції).
- Boisseau, (бушель), був визначений як вісім гектолітрів (100 л) та визначено похідні величини - double-boisseau (подвійний бушель), demi-boisseau (півбушель) і quart-boisseau (чверть-бушель). Оригінальний бушель, подібно до англійської бушель, варіювався залежно від продукта, для якого він використовувався, а також від району використання.
- Livre, (лівр,  фунт), був визначений як 500  грам і ділився на 16 onces ( унцій), кожна унція ділилася на 8 gros. Кожен грос складався з 72 grains (гранів). Таким чином, лівр дорівнював 9216 гранам [7]. Лівр і унція були приблизно на 10 % більші від англійських аналогів, в той час як гран був на 17 % менший від англійського аналога. Слід зауважити, що метричний лівр, який є легальною одиницею виміру, до цього дня використовується в повсякденному житті у Франції.

Mesures usuelles не включали одиниці довжини, більші за туаз — myriamètre (міріаметр, 10 км), що використовувався і в цей період .